# Risa Takashima
Risa Takashima (japanisch 髙嶋 理紗 Takashima Risa; * 8. Februar 1999 in der Präfektur Fukuoka) ist eine japanische Säbelfechterin, die bei den Olympischen Sommerspielen 2024 eine Bronzemedaille gewann.

## Leben
Risa Takashima begann in der siebten Klasse mit Fechten. Sie hatte diese Sportart bei einem Probetraining kennengelernt und ihr Talent wurde von einem anwesenden Talent-Coach erkannt.
Nach der Schule studierte sie an der Hōsei-Universität in Tokio. Heute arbeitet sie als Büroangestellte.

## Karriere
Als 18-jährige Studentin nahm Risa Takashima 2017 erfolgreich an der Sommer-Universiade von Taipeh teil. Die Rechtshänderin erkämpfte beim Säbel-Einzelwettbewerb den Platz sieben und gewann mit der japanischen Mannschaft die Goldmedaille. Bei den Asienspielen 2018 in Jakarta war sie mit Chika Aoki, Shihomi Fukushima und Norika Tamura Teil der japanischen Mannschaft, die auf den dritten Platz kam.
In den Jahren 2021 und 2023 wurde sie japanische Meisterin und errang 2022 beim Fecht Grand Prix von Padoue den zweiten Platz.
Bei den Asienmeisterschaften 2023 im chinesischen Wuxi kam Risa Takashima auf Platz sieben im Einzelwettbewerb und erkämpfte sich zusammen mit Misaki Emura, Shihomi Fukushima und Seri Ozaki die Bronzemedaille, indem sie das Team aus Hongkong mit 45:43 knapp besiegte. Im folgenden Jahr, bei den Asienmeisterschaften in Kuwait verpasste Takashimas Team die Bronzemedaille, als sie sich mit 37:45 den koreanischen Fechterinnen geschlagen geben mussten.
Risa Takashima nahm auch an den Olympischen Sommerspielen 2024 in Paris teil, wo sie sowohl im Einzel- als auch im Mannschaftswettbewerb antrat. Im Einzelwettbewerb unterlag sie bei ihrem ersten Kampf der Bulgarin Joana Iliewa mit 10:15 und konnte lediglich den 27. Platz belegen. Beim Mannschaftswettkampf gelang ihr zusammen mi tMisaki Emura, Shihomi Fukushima und Seri Ozaki eine kleine Sensation, als sie die erste olympische Medaille einer japanischen Säbel-Mannschaft erkämpfte. Auf dem Weg zu diesem Erfolg bezwangen die japanischen Fechterinnen Ungarn mit 45:37, wurden von der Ukraine in der nächsten Runde mit 32:45 geschlagen und konnten im Kampf um die Bronzemedaille die Fechterinnen aus Frankreich mit 45:40 besiegen.
Für das Nationalteam wird Risa Takashima von dem Franzosen Franck Boidin trainiert.